# الكبش (فلم)
الكبش هو فيلم كوميدي مغربي صدر سنة 2007، من إخراج نوفل البراوي، وتأليف يوسف فاضل، وبطولة كل من محمد البسطاوي، وبنعيسى الجيراري، وثريا العلوي، وخاتمة العلوي، وحسن مضياف. تدور أحداث الفيلم بإحدى القرى المغربية، حيث تتم المنافسة على من يتم انتخابه لتسيير شؤون القرية، ليتم بعد ذلك التوافق على إنشاء فرقة كرة قدم كسلاح للمنافسة.

## القصة
في إحدى القرى الساحلية المغربية، يتمكن بوعلام المعروف بفساده الإداري من الوصول إلى رئاسة البلدية، ما ييسر عليه أمر اختلاس الأموال بلا رقيب أو حسيب، حيث يقوم ببناء سوق القرية في الضفة الأخرى من النهر، دون أن ينشأ قنطرة توصل الأهالي إلى السوق، مستغلًا أموال القنطرة لصالحه، ومع اقتراب الانتخابات، يظهر الحاج الذي لا يُعرف في القرية باسم غيره، إلا أنه كونه الحاج صاحب الأملاك الكثيرة ومراكب الصيد، يطمع الحاج في إزالة بوعلام من الرئاسة ليتولى هو المنصب مكانه، لكن الأمر ليس بالسهل، فيقترح عليه علي المستشار المعارض لبوعلام بأن يُنشأ فريق لكرة القدم، ينافس به فريق بوعلام، وبالفعل يبدأ الحاج بمساعدة من علي في التحضير لإنشاء فريق كرة قدم قوي، يزيح فريق بوعلام من زعامة الكرة في القرية، والبداية كانت من خلال استقطاب مدرب محنك، فاستقر الأمر على لانغوست وهو أحد الصياديين المتقاعدين، يعيش وحيدًا ولكنه كان في السابق حارس مرمى، كما كان كاتبًا صحفيًا في صحيفة رياضية، رغم أن مقالته لم تكن تلقى اهتمامًا، لكن لا يهم فالحاج الأن يعتمد عليه في بناء فريق قوي، يهزم به بوعلام، فيبدأ لانغوست في جمع فريقه من اللاعبين، الذين كان أغلبهم من الصيادين الذين يعملون في مراكب الحاج، كما يبرز كل من الدكالي ،وشرويط، والعيساوي كنجوم لهذا الفريق، تبدأ المنافسة أيضًا بين لاعبي الفريق بعضهم البعض على من يخطب ابنة الحاج تلك البلهاء التي تحب كرة القدم، ومع اقتراب مباراة الحسم بين الفريقين يضاعف الحاج من مجهوداته برشوة لاعبي الفريق المنافس والحكام أيضًا، وفي خضم كل هذه الأحداث والمواقف الكوميدية، هل سيتمكن الحاج من تحقيق هدفه بالوصول إلى زعامة القرية؟

## طاقم التمثيل
- محمد البسطاوي بدور الحاج
- ثريا العلوي بدور السعدية
- حسن مضياف بدور لانغوست
- بنعيسى الجيراري بدور الدكالي
- خاتمة العلوي بدور منانة
- عبد الله شيشة بدور شرويط
- يوسف أيت منصور بدور علي
- وحيد السنوجي بدور العيساوي
- نفيسة الدكالي بدور الحاجة
- عباس كامل بدور الحاج بوعلام

## وصلات خارجية
- مقالات تستعمل روابط فنية بلا صلة مع ويكي بيانات